# كورت رايس
كورت رايس (بالإنجليزية: Curt Rice)‏ هو مدير أكاديمي وبروفيسور وكاتب أمريكي، ولد في 21 يوليو 1962 في مينيسوتا في الولايات المتحدة.

## وصلات خارجية
- كورت رايس على موقع IMDb (الإنجليزية)